# Богати, Тика
Тика Бахадур Богати (англ. Tika Bahadur Bogati; род. 26 сентября 1962) — непальский легкоатлет, выступавший в марафонском беге. Участник летних Олимпийских игр 1988 и 1996 годов.

## Биография
Тика Богати родился 26 сентября 1962 года.
Выступал в легкоатлетических соревнованиях за Непальскую армию из Катманду.
В 1988 году вошёл в состав сборной Непала на летних Олимпийских играх в Сеуле. В марафонском беге занял 66-е место, показав результат 2 часа 31 минута 49 минут и уступив 21 минуту 17 секунд завоевавшему золото Джелиндо Бордину из Италии.
В 1996 году вошёл в состав сборной Непала на летних Олимпийских играх в Атланте. В марафонском беге занял 74-е место, показав результат 2:27.04 и уступив 14 минут 28 секунд завоевавшему золото Джозайя Тугване из ЮАР. Был знаменосцем сборной Непала на церемонии открытия Олимпиады.

## Личный рекорд
- Марафон — 2:19.38 (1995)[1]